# Lorentzmedaille
Die Lorentzmedaille oder auch Lorentz-Medaille ist ein von der Königlichen Niederländischen Akademie der Wissenschaften vergebener Preis. Die Medaille entstand 1925 anlässlich des 50. Jahrestags der Doktorverleihung an Hendrik Antoon Lorentz. Erster Preisträger war der Deutsche Max Planck.
Die Lorentzmedaille wird alle vier Jahre für wichtige Beiträge zur theoretischen Physik vergeben. Fast die Hälfte (10 von 21) der Preisträger gewann später einen Nobelpreis für Physik oder Chemie; Max Planck hatte bereits 1918 den Physik-Nobelpreis erhalten.

## Preisträger
- 1927: Max Planck (Physik-Nobelpreis 1918)
- 1931: Wolfgang Pauli (Physik-Nobelpreis 1945)
- 1935: Peter Debye (Chemie-Nobelpreis 1936)
- 1939: Arnold Sommerfeld
- 1947: Hendrik Anthony Kramers
- 1953: Fritz London
- 1958: Lars Onsager (Chemie-Nobelpreis 1968)
- 1962: Rudolf Peierls
- 1966: Freeman Dyson
- 1970: George Eugene Uhlenbeck
- 1974: John H. van Vleck (Physik-Nobelpreis 1977)
- 1978: Nicolaas Bloembergen (Physik-Nobelpreis 1981)
- 1982: Anatole Abragam
- 1986: Gerardus ’t Hooft (Physik-Nobelpreis 1999)
- 1990: Pierre-Gilles de Gennes (Physik-Nobelpreis 1991)
- 1994: Alexander Markowitsch Poljakow
- 1998: Carl E. Wieman und Eric A. Cornell (beide Physik-Nobelpreis 2001)
- 2002: Frank Wilczek (Physik-Nobelpreis 2004)
- 2006: Leo Kadanoff
- 2010: Edward Witten
- 2014: Michael Berry
- 2018: Juan Martín Maldacena
- 2022: Daan Frenkel[1]